# Eriospermum sabulosum
Eriospermum sabulosum är en sparrisväxtart som beskrevs av Pauline Lesley Perry. Eriospermum sabulosum ingår i släktet Eriospermum och familjen sparrisväxter. Inga underarter finns listade i Catalogue of Life.